# Timonya
Timonya é um gênero extinto de anfíbio temnospôndilo representado pela espécie-tipo Timonya anneae do Permiano Inferior do Brasil. Timonya é um membro basal de um clado ou grupo evolutivo de temnospôndilos chamado Dvinosauria. Foi batizado em 2015 com base em vários exemplares da parte inferior da Formação Pedra de Fogo, na Bacia do Parnaíba, que tem cerca de 278 milhões de anos. Seus restos foram encontrados nos municípios de Timon (o qual dá origem ao nome do gênero) e Nazária. Provavelmente era um pequeno predador aquático que habitava lagos e áreas úmidas. Durante o início do Permiano, o centro da diversidade de tetrápodes ficava nas regiões equatoriais do supercontinente Pangeia, e Timonya fazia parte dessa fauna.